# 義大利皇家海軍
義大利皇家海軍（義大利語：Regia Marina）是指自1861年至1946年的義大利海軍。義大利海軍長期在地中海擁有軍事優勢，在第一次世界大戰爆發後持續與主要敵人—奧斯曼帝國海軍交戰，直到一戰結束後而縮編。到了1922年法西斯黨執政，法西斯黨領袖兼義大利首相貝尼托·墨索里尼再度擴建海軍，成為地中海實力最強大的海軍。
在義大利投降後，德軍佔領義大利，並獲得剩餘的少部份軍艦。二戰結束後，義大利共和國誕生，國家廢除君主制與皇家海軍，改建成現在的義大利海軍。

## 第二次世界大戰

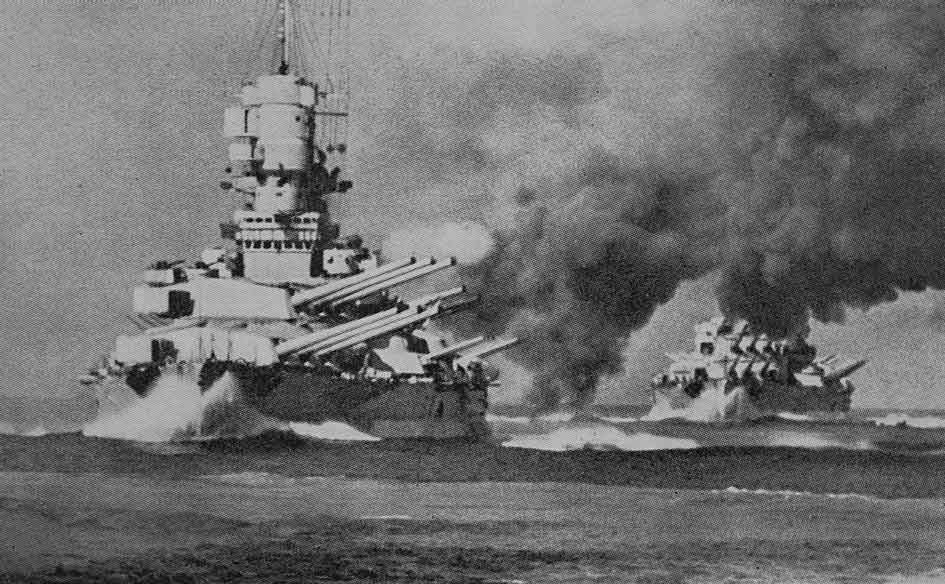
維托里奧號戰艦在斯帕蒂文托角戰役中射擊

1940年6月10日，義大利對法國和英國宣戰，並進入第二次世界大戰。義大利皇家海軍在當時是世界第四大海軍。義大利獨裁者墨索里尼預見到如果要將他的“新羅馬帝國”擴大到尼斯，科西嘉島，突尼斯，與巴爾幹國家則取得地中海的控制權將是一個必不可少的先決條件。在他任職期間，義大利海軍建設加快。墨索里尼把地中海形容為「我们的海」。
在宣戰之前義大利的地面和空中力量準備橫跨法義兩國的邊境攻擊法國部隊。與此相反，義大利皇家海軍準備確保義大利，利比亞和東非殖民地之間的海上交通線。義大利最高統帥部（Comando Supremo）沒有批准由義大利海軍總部（Supermarina）制訂的計劃，該計畫的目標是佔據當時防禦薄弱的英屬馬爾他島。
當義大利宣戰時，義大利皇家海軍擁有6艘主力戰艦。其中四艘現代化的艦隻正在重新裝備。只有兩艘舊式的主力艦在作戰準備狀態。除了六艘主力艦，義大利有19艘巡洋艦，59艘驅逐艦，67艘魚雷艇，116艘潛艇。義大利艦隊在數目上相當龐大，但艦隊中有大量的過時裝備和訓練不足的水兵。燃油的短缺造成一般的例行任務被取消。
義大利皇家海軍的戰艦有著普通的評價和良好的艦艇設計。小型艦艇的表現則出乎預期，許多小型艦艇在地中海的行動中有著勇敢和傑出的表現。但是一些義大利巡洋艦缺乏裝甲保護，而所有義大利戰艦都未配備雷達，雖然未裝備雷達的劣勢可由義大利戰艦裝配具有良好的測距儀和火控系統部分抵消。此外，在海上的盟軍指揮官們就如何採取行動的擁有自由的裁量權，義大利指揮官的行動則由義大利海軍司令部直接管轄。
義大利皇家海軍還缺乏一個適當的艦隊航空兵，義大利皇家海軍的航空母艦Aquila和Sparviero從未完成建造。艦隊的空中掩護工作主要由陸基飛機負責。

## 第二次世界大戰後
第二次世界大戰結束後，義大利皇家海軍開始了漫長而複雜的的重建過程。在戰爭開始時，義大利皇家海軍是世界第四大現代化海軍和擁有新型的戰艦。義大利皇家海軍在戰爭中於1943年9月8日向盟軍投降並表示合作之意，隨後在1943年9月23日，義大利皇家海軍與盟軍簽署合作協議停戰，當時的義大利皇家海軍狀況相當殘破。其基礎設施和基地大部分無法使用，而且大部分的港口遭到水雷和沉船封鎖。然而仍然有數量相當龐大的海軍部隊和船艦在戰爭中倖存下來，但是多數是一些較舊型和低效率的裝備。
戰後仍倖存的船隻：
- 2艘未完成和受損的航空母艦
- 5艘戰列艦
- 9艘巡洋艦
- 11艘驅逐艦
- 22艘巡防艦
- 19艘護衛艦
- 44艘快速海岸巡邏艇
- 50艘掃雷艇
- 16艘兩棲作戰船隻
- 2艘訓練船
- 1艘後勤支援和飛機運輸艦
- 各種潛艇部隊

1946年6月2日，義大利廢除君主制，由全民公投。義大利王國（Regno d'Italia）更名為義大利共和國（Repubblica Italiana）。義大利皇家海軍成為義大利共和國海軍（Marina Militare）。